# Drapeau et armoiries du canton de Nidwald
Le drapeau et les armoiries nidwaldiennes sont des emblèmes officiels du canton de Nidwald.

## Histoire et signification
Le premier drapeau de Nidwald était un simple drapeau rouge avec une clé blanche simple. Son existence est attestée dès le 13e siècle et c'est cette simple clé sur fond rouge qui se retrouva sur les champs de la bataille de Sempach en 1386 bien que les Unterwaldois, canton formé entre Nidwald et Obwald étaient connus en dehors de leurs frontières commune avec le drapeau rouge et blanc d'Obwald.
Mühlemann rapporte que les sources connues font mention du drapeau rouge et de la clé double en losange déjà en 1422 à la bataille d'Arbedo et que, comme pour le drapeau d'Obwald, on suppose que le rouge proviendrait de la Bannière de Sang du Saint-Empire romain germanique. Le même drapeau se retrouva sur les champs de bataille en 1499 lors de la guerre de Souabe et en 1512 à la bataille de Pavie, sous les ordres de François Ier. 
C'est aussi en 1512 que le pape Jules II fit de la clé double un symbole quasi officiel en offrant aux Nidwaldiens un drapeau rouge à la clé double blanche, la clé étant le symbole de saint Pierre (saint patron de Stans), et comportant le motif de la Passion dans le quart supérieur gauche du drapeau. 

Bannière du Saint-Empire romain

La double clé de ce drapeau papal donna la forme actuelle de la clé de Nidwald : ses bords arrondis sont de style italien. La double clé aurait été inventée par Arnold am Stein, un citoyen qui s'était engagé, d'après Mühlemann, largement afin d'obtenir une égalité de traitement entre les Obwaldiens et les Nidwaldiens. Mühlemann rapporte qu'Arnold am Stein avait reçu un privilège particulier de Sigismond Ier, empereur du Saint-Empire romain germanique, afin de faire le nécessaire pour justifier légalement le droit de Nidwald à l'autonomie. La clé double pourrait donc rappeler l'aigle à deux têtes de l'Empire. 
Si les deux cantons avaient leur propre organisation interne, à l'extérieur de leurs frontières, seul le Canton d'Unterwald était reconnu. On prit alors soin de représenter les deux parties du canton sur les armoiries et le drapeau, à savoir la double clé de Nidwald, de l'un à l'autre sur le champ coupé gueules et argent d'Obwald, dès le XVIIe siècle aux alentours de 1606.
C'est avec la décision de la Diète fédérale ayant siégé à Zurich le 8 août 1816 qu'une décision fut prise concernant les armoiries d'Unterwald, décrivant ainsi par la même occasion les armoiries de Nidwald et réglant le conflit vexillologique entre Obwald et Nidwald lorsque ce dernier décida d'intégrer la Confédération des XXII cantons en 1815.

## Descriptions

### Description vexillologique
La description vexillologique du drapeau nidwaldien est « Rouge à la clé blanche double ».

### Description héraldique
La description héraldique des armoiries du canton de Nidwald est « De gueules à la clé d'argent à double panneton ».

## Drapeau et armoiries du Canton d'Unterwald

Anciennes armoiries du canton d'Unterwald, au 17e &.

Le canton de Nidwald est souvent représenté en dehors du canton avec le canton d'Obwald dans une entité appelée canton d'Unterwald. Le drapeau a été réalisé après un conflit vexillologique entre les deux cantons, en 1815 au retour de Nidwald dans la Confédération des XXII cantons. La décision portant sur les armoiries (et le drapeau) est contenue dans le Recueil officiel de la Diète fédérale en p. 44 des 8 et 12 août 1816.
La description héraldique de ces armoiries est « Parti, au 1 coupé gueules et argent à la clef de l'un à l'autre posée en pal, son panneton en chef tourné à dextre, qui est d'Obwalden. Au 2 de gueules à la clef d'argent à double tige en pal, son double panneton en chef, qui est de Nidwalden ».

## Autre représentation vexillologique et héraldique
Le drapeau est également décliné sous forme d'oriflamme, soit en queue de pie, soit en base plate. L'oriflamme des cantons reprenant le drapeau cantonal dans sa partie supérieure et les couleurs cantonales dans la partie inférieure est appelée un drapeau «complet». 

Drapeau complet nidwaldien.
Drapeau complet unterwaldien.

## Utilisation et mention
Le drapeau montre du côté de la hampe (la droite héraldique) la clef à panneton simple sur champ rouge et blanc, et du côté flottant la clef à double panneton sur champ rouge.

Les armoiries se retrouvent sur les plaques d'immatriculation arrières de véhicules enregistrés dans le canton de Nidwald.

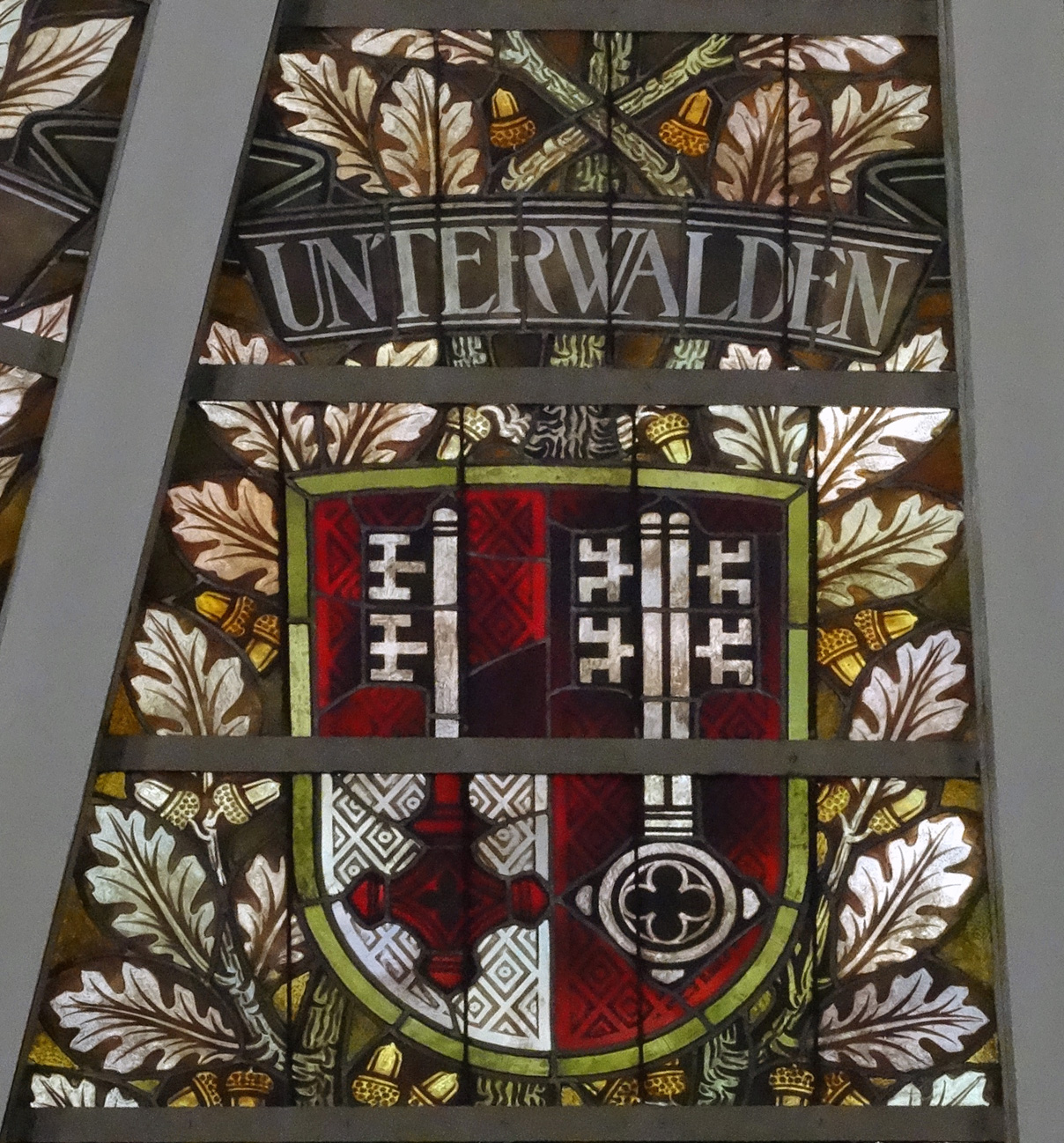
Vitrail des armoiries d'Unterwald sur la coupole du Palais fédéral.
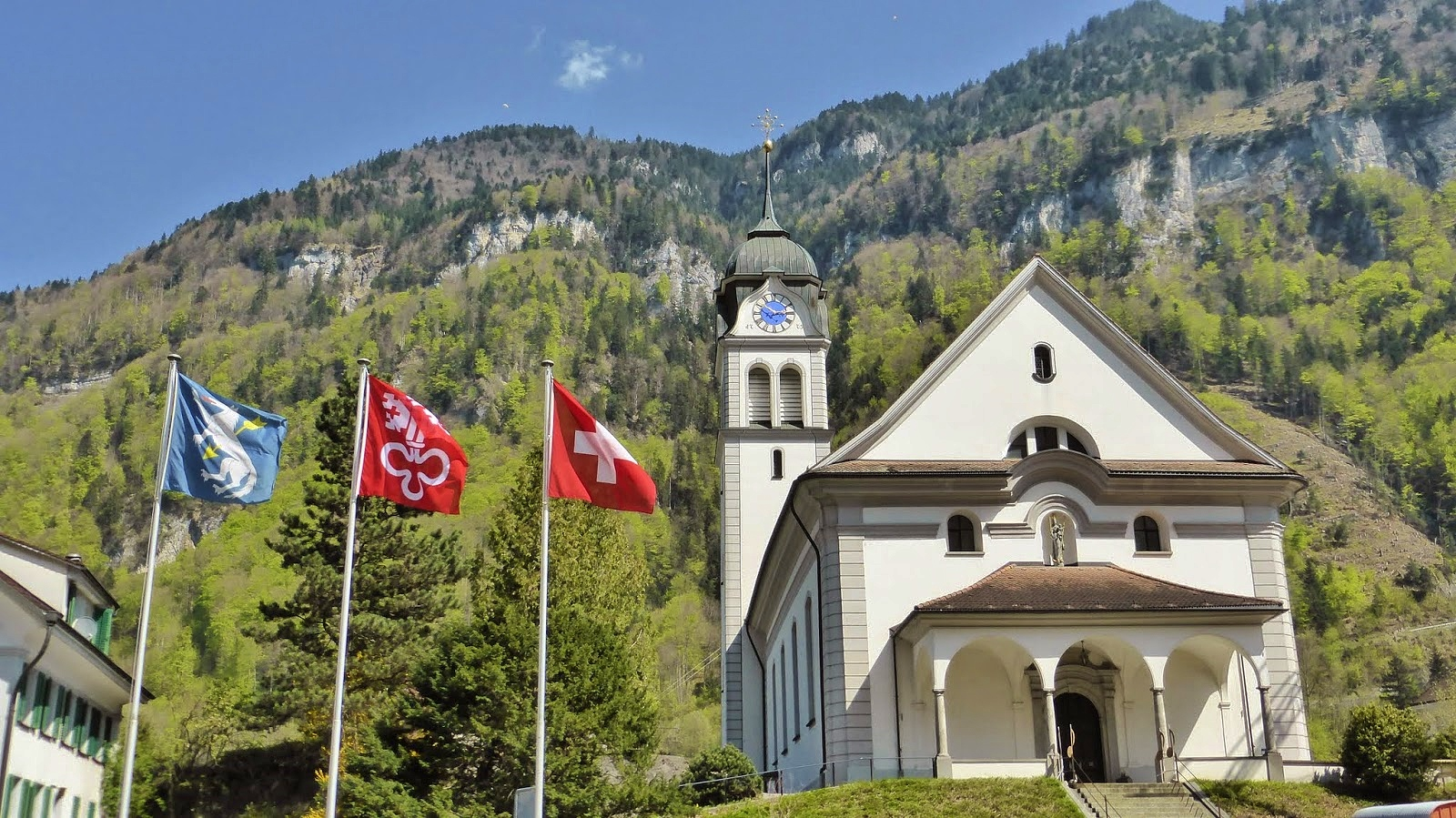
Les drapeaux de Wolfenschiessen, Nidwald et de la Suisse devant l'église Maria-Gebur.
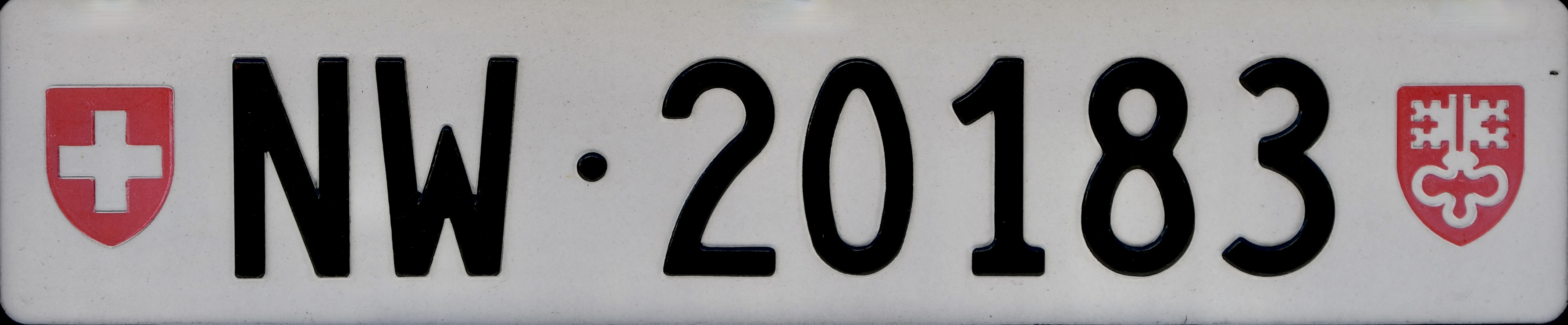
Plaque d'immatriculation arrière nidwaldienne.